# Danh sách cuộc viếng thăm nước ngoài của Kim Jong-un
Kim Jong-un là lãnh đạo tối cao của Cộng hoà Dân chủ Nhân dân Triều Tiên. Kể từ khi trở thành nhà lãnh đạo Triều Tiên vào 2011. Do chính sách đóng cửa về ngoại giao và vướng phải lệnh trừng phạt của Liên Hợp Quốc về việc xuất cảnh ra nước ngoài nên các chuyến thăm của ông luôn bị kiểm soát, nhưng luôn thu hút sự quan tâm của quốc tế. Tính đến 2019, ông đã thực hiện 9 chuyến công du ra nước ngoài đến 5 quốc gia.

## Tổng quan
| STT | Năm  | Quốc gia   | Ngày bắt đầu | Ngày kết thúc | Điểm đến         | Ghi chú                                              |
| --- | ---- | ---------- | ------------ | ------------- | ---------------- | ---------------------------------------------------- |
| 1   | 2018 | Trung Quốc | 25 tháng 03  | 28 tháng 03   | Bắc Kinh         | Cuộc gặp thứ nhất                                    |
| 2   | 2018 | Hàn Quốc   | 27 tháng 04  |               | Bàn Môn Điếm     | Hội nghị thượng đỉnh Liên Triều tháng 4 năm 2018     |
| 3   | 2018 | Trung Quốc | 07 tháng 05  |               | Liêu Ninh        | Cuộc gặp thứ hai                                     |
| 4   | 2018 | Singapore  | 12 tháng 06  | 12 tháng 06   | Singapore        | Hội nghị thượng đỉnh Bắc Triều Tiên – Hoa Kỳ 2018    |
| 5   | 2018 | Trung Quốc | 19 tháng 06  | 20 tháng 06   | Bắc Kinh         | Cuộc gặp thứ ba                                      |
| 6   | 2019 | Trung Quốc | 07 tháng 01  | 10 tháng 01   | Bắc Kinh         | Cuộc gặp thứ tư                                      |
| 7   | 2019 | Việt Nam   | 26 tháng 02  | 02 tháng 03   | Hà Nội, Lạng Sơn | Hội nghị thượng đỉnh Triều Tiên-Hoa Kỳ Việt Nam 2019 |
| 8   | 2019 | Nga        | 25 tháng 04  | 25 tháng 04   | Vladivostok      | Cuộc gặp Kim Jung-un - Putin                         |
| 9   | 2019 | Hàn Quốc   | 30 tháng 06  |               | Bàn Môn Điếm     | Gặp gỡ Triều Tiên - Hàn Quốc - Hoa Kỳ tại DMZ 2019   |

## Chi tiết

### 2018

#### Trung Quốc: Tháng 03
Nhà lãnh đạo Triều Tiên Kim Jong-un cùng phu nhân, bà Ri Sol-ju, đã thăm Trung Quốc từ ngày 25 đến 28 tháng 03 theo lời mời từ Chủ tịch Trung Quốc Tập Cận Bình. Đây là chuyến công du nước ngoài được công bố đầu tiên của nhà lãnh đạo Triều Tiên Kim Jong-un kể từ khi ông lên nắm quyền năm 2011.
Chuyến thăm nhằm thảo luận chuẩn bị cho cuộc gặp thượng đỉnh Hội nghị thượng đỉnh Liên Triều tháng 4 năm 2018.

#### Hàn Quốc: Tháng 04

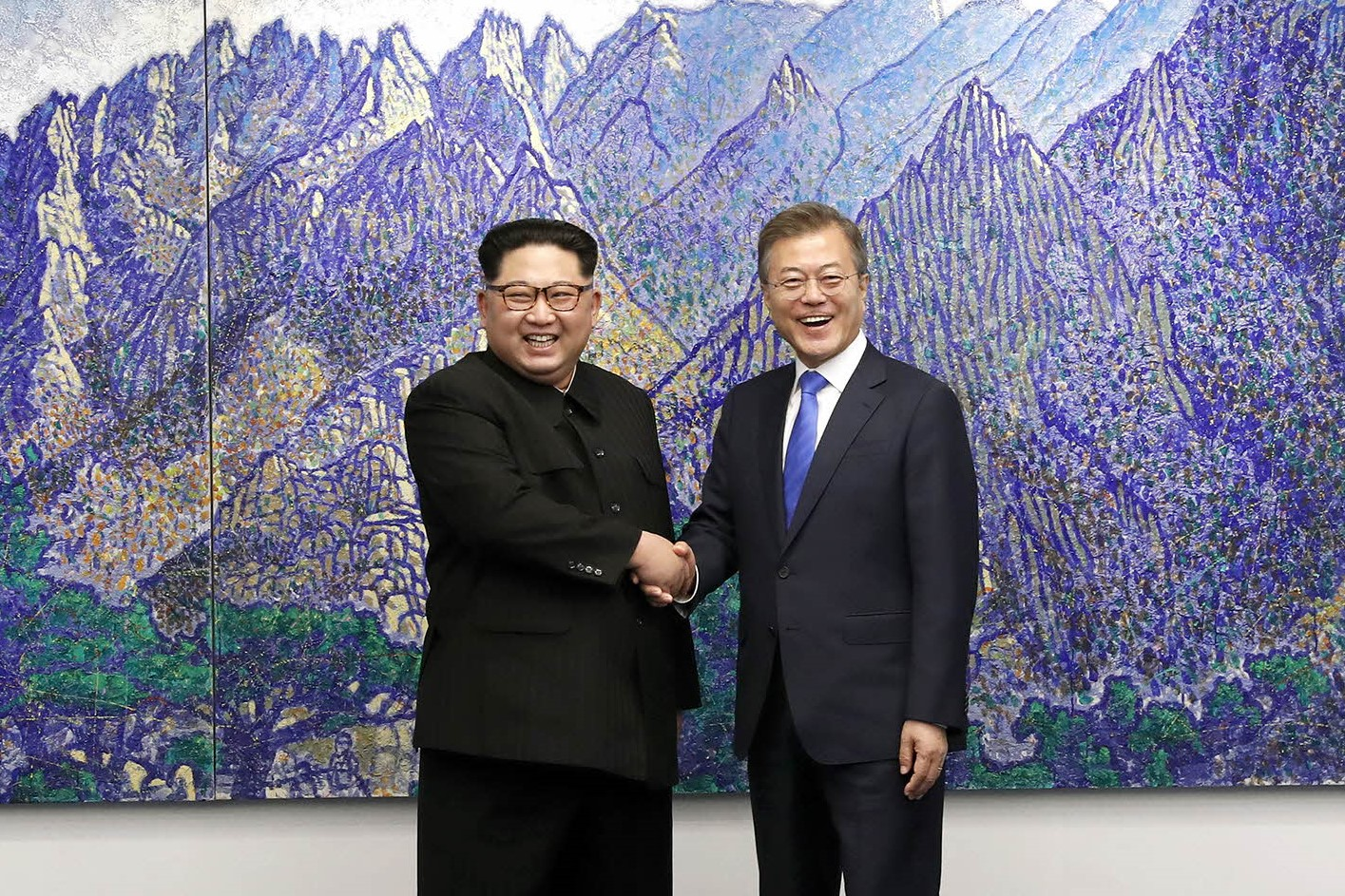
Moon Jae-in (Phải) và Kim Jong-un gặp nhau tại Nhà Hòa bình Liên Triều.

Kim Jong-un đã đến Hàn Quốc để tham dự Hội nghị thượng đỉnh Liên Triều tháng 4 năm 2018 với Moon Jae-in.

#### Trung Quốc: Tháng 05
Kim Jong-un đã gặp ông Tập Cận Bình lần thứ hai tại Đại Liên, Liêu Ninh vào ngày 7 tháng 5 năm 2018. Diễn ra ngay sau Hội nghị thượng đỉnh Liên Triều tháng 4 năm 2018.
Chuyến thăm nhằm thảo luận chuẩn bị cho cuộc gặp thượng đỉnh Hội nghị thượng đỉnh Liên Triều tháng 5 năm 2018 và Hội nghị thượng đỉnh Bắc Triều Tiên – Hoa Kỳ 2018.

#### Singapore: Tháng 06

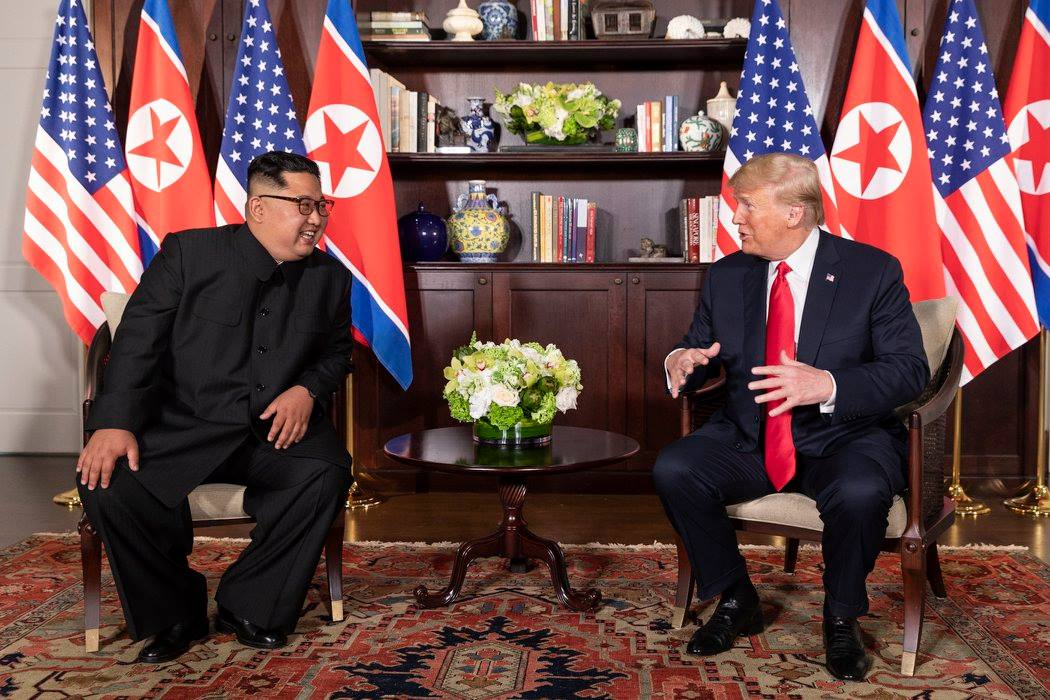
Donald Trump (Phải) và Kim Jong-un gặp nhau tại Khách sạn Capella.

Kim Jong-un đã đến Singapore để tham dự Hội nghị thượng đỉnh Bắc Triều Tiên – Hoa Kỳ 2018 với Tổng thống Hoa Kỳ Donald Trump.

#### Trung Quốc: Tháng 06
Kim Jong-un đã gặp ông Tập Cận Bình ở Bắc Kinh vào ngày 19 và 20 tháng 6 năm 2018. Chuyến thăm ngay sau khi kết thúc Hội nghị thượng đỉnh Bắc Triều Tiên – Hoa Kỳ 2018 ở Singapore không đạt được nhiều kết quả.
Chuyến thăm này được cho là tìm kiếm lời khuyên từ ông Tập Cận Bình về một chiến lược đàm phán hai bên cùng có lợi giữa Triều Tiên và Hoa Kỳ. Thảo luận chuẩn bị cho cuộc gặp thượng đỉnh Hội nghị thượng đỉnh Liên Triều tháng 9 năm 2018.

### 2019

#### Trung Quốc: Tháng 01
Kim Jong-un đã gặp ông Tập Cận Bình tại Bắc Kinh từ ngày 07 đến 10 tháng 01 năm 2019. Trở thành chuyến viếng thăm đến Trung Quốc thứ tư trong vòng chưa đầy một năm.
Chuyến thăm nhằm thảo luận chuẩn bị cho cuộc gặp thượng đỉnh Hội nghị thượng đỉnh Triều Tiên-Hoa Kỳ Việt Nam 2019.

#### Việt Nam: Tháng 02

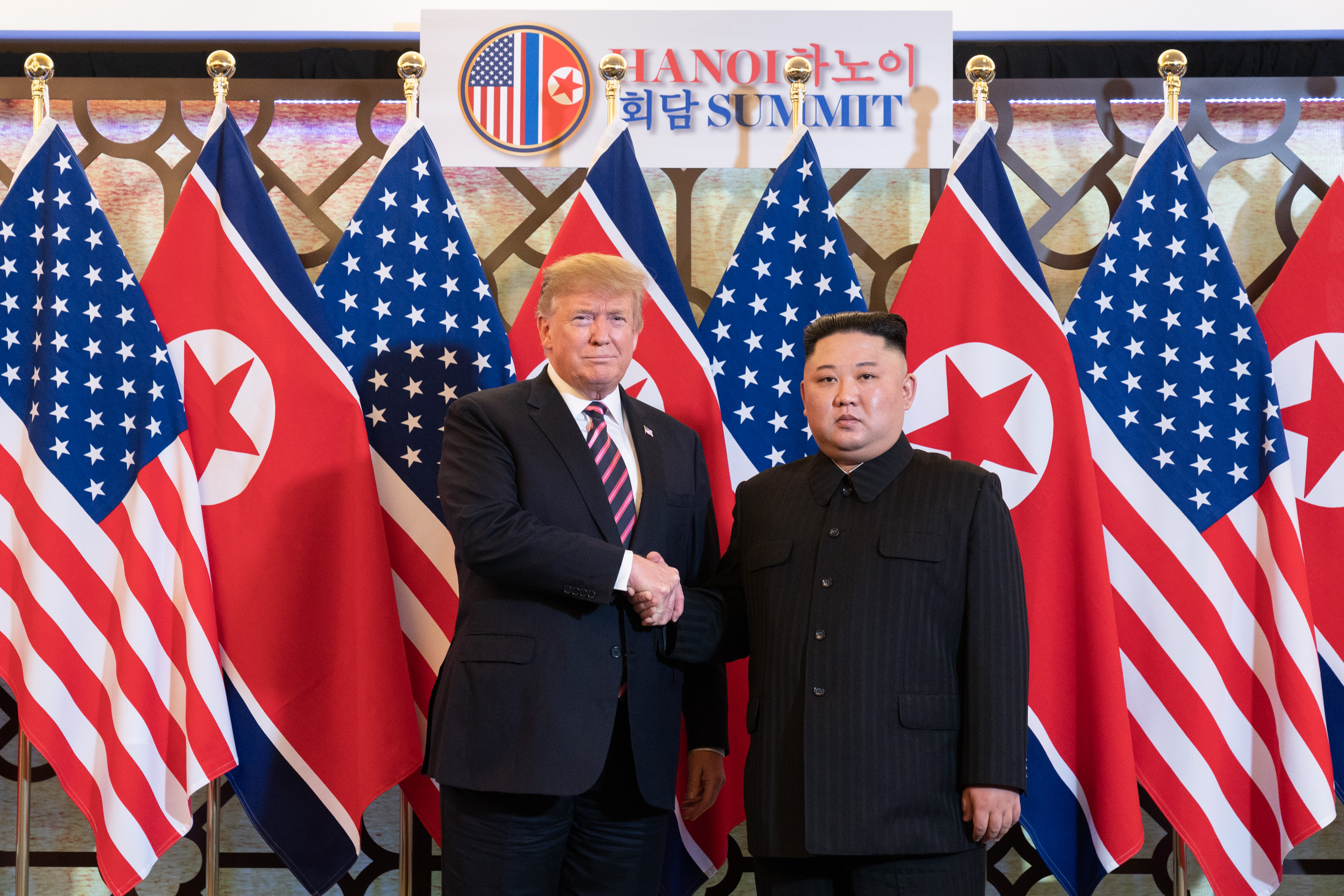
Kim Jong-un và Donald Trump bắt tay nhau trong buổi tối đầu tiên của hội nghị thượng đỉnh

Kim Jong-un đến Việt Nam tham dự Hội nghị thượng đỉnh Triều Tiên-Hoa Kỳ Việt Nam 2019 bằng tàu hỏa và đi theo hành trình mà cố lãnh đạo Kim Nhật Thành (ông nội Kim Jong-un) từng băng qua khi ông đến thăm Hà Nội bằng tàu vào năm 1958 và 1964.
Đoàn tàu của Kim Jong-un khởi hành từ thủ đô Bình Nhưỡng vào lúc 16 giờ 30 ngày 23 tháng 2 (giờ địa phương) và trải qua hành trình khoảng 60 tiếng qua nhiều tỉnh thành của Trung Quốc để tới Ga Đồng Đăng (Lạng Sơn, Việt Nam). Sau khi xuống ga Đồng Đăng, Kim Jong-un tiếp tục di chuyển thêm 3 giờ nữa bằng ôtô về thủ đô Hà Nội.
Lãnh đạo Bắc Triều Tiên Kim Jong-un có cuộc gặp thượng đỉnh hai ngày với Tổng thống Hoa Kỳ Donald Trump, được tổ chức tại Khách sạn Metropole tại Hà Nội, Việt Nam, vào ngày 27 và 28 tháng 2 năm 2019. Vào ngày 28 tháng 2 năm 2019, Nhà Trắng tuyên bố rằng hội nghị thượng đỉnh đã bị cắt ngắn và không có thỏa thuận nào đạt được.
Chiều 1 tháng 3 năm 2019, lễ thăm chính thức Việt Nam bắt đầu bằng lễ đón chính thức bởi Tổng bí thư, Chủ tịch nước Nguyễn Phú Trọng tại Phủ Chủ tịch. Chiều cùng ngày, Kim Jong-un có cuộc hội kiến với Thủ tướng Chính phủ Nguyễn Xuân Phúc và Chủ tịch Quốc hội Nguyễn Thị Kim Ngân. Buổi tối, tiệc chiêu đãi chào mừng nhà lãnh đạo Triều Tiên được tổ chức trọng thể tại Trung tâm Hội nghị Quốc tế.
Ngày 2 tháng 3 năm 2019, Kim Jong-un viếng Lăng Chủ tịch Hồ Chí Minh và Đài tưởng niệm các anh hùng liệt sỹ. Ngay sau lễ viếng, Kim Jong-un lên xe ô tô cùng đoàn di chuyển lên ga Đồng Đăng để lên tàu hỏa bọc thép về nước. Kết thúc chuyến thăm Việt Nam.

#### Nga: Tháng 04

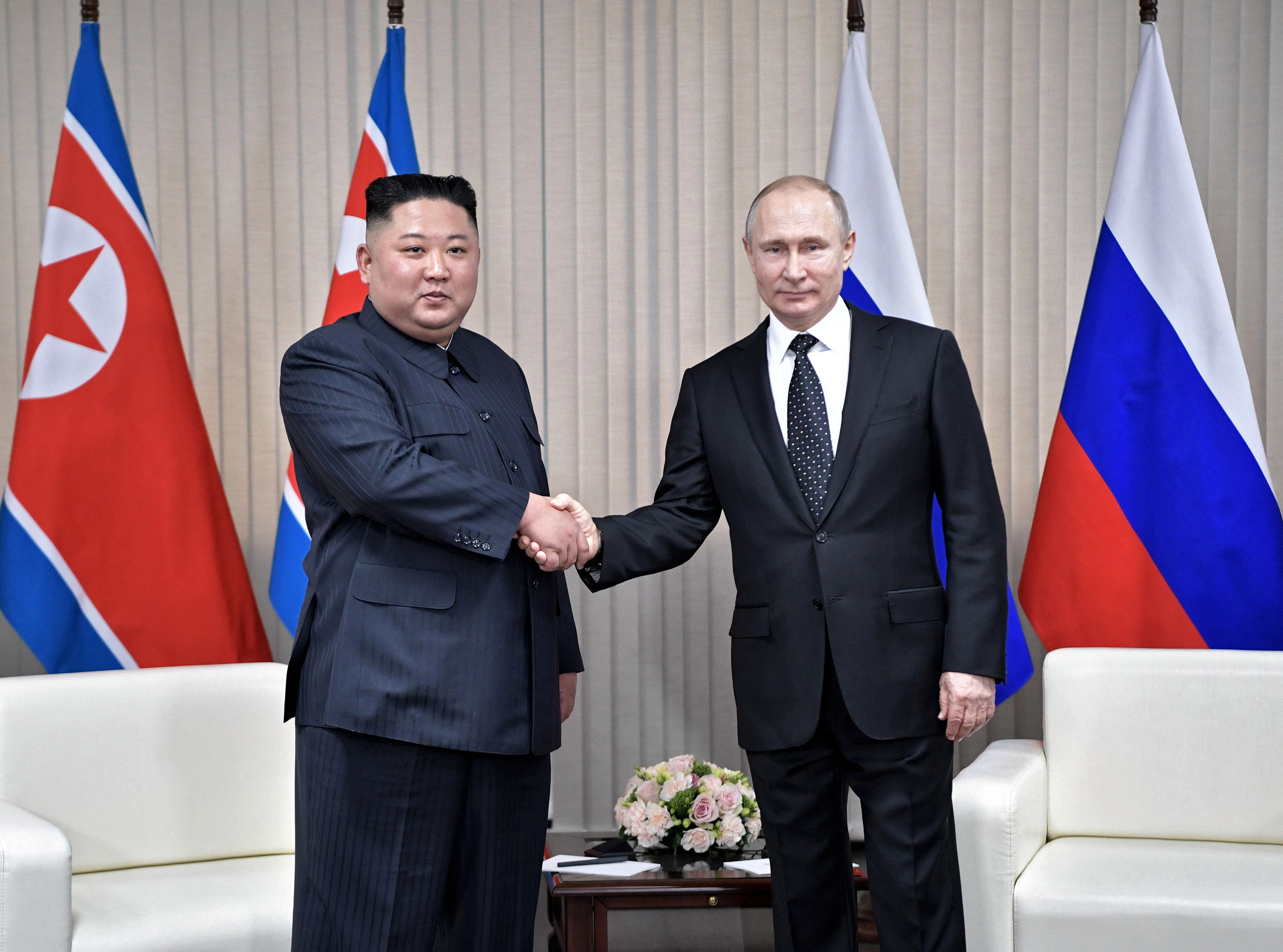
Kim Jong-un và Vladimir Putin bắt tay nhau

Cuộc gặp được tổ chức theo lời mời từ Vladimir Putin, Tổng thống Nga. Liên quan đến hội nghị thượng đỉnh với Triều Tiên. Tổng thống Nga Putin tin rằng Kim Jong Un cần các đảm bảo an ninh quốc tế để từ bỏ chương trình và kho vũ khí hạt nhân. Tổng thống Nga Vladimir Putin cũng nói sau khi thảo luận với nhà lãnh đạo Triều Tiên Kim Jong Un vào ngày 25 tháng 4 rằng ông nghĩ rằng các đảm bảo an ninh của Hoa Kỳ có lẽ sẽ không đủ để thuyết phục Bình Nhưỡng đóng cửa tất cả chương trình hạt nhân.

#### Hàn Quốc: Tháng 06

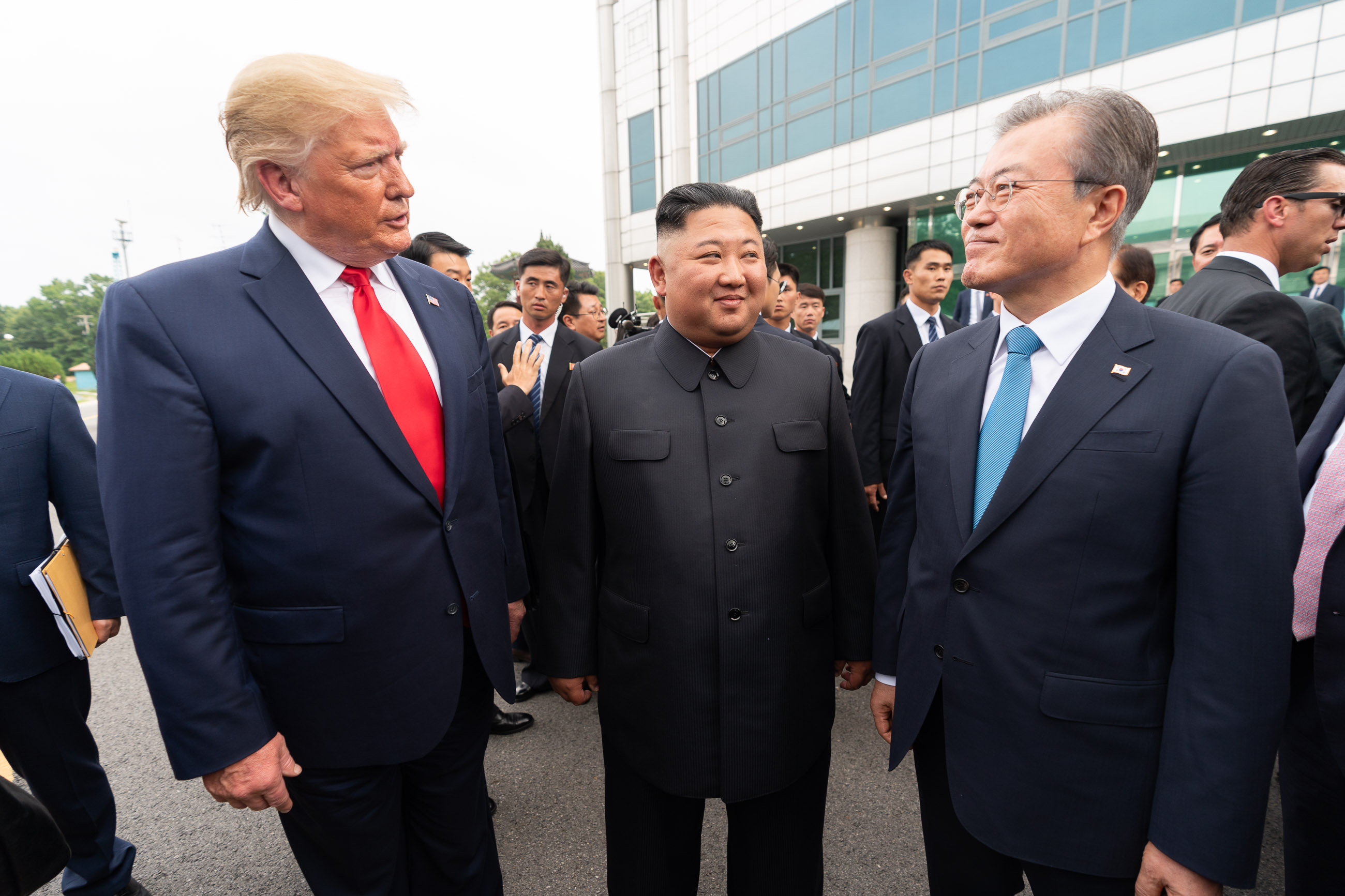
Donald Trump (Trái), Kim Jong-un (Giữa) và Moon Jae-in (Phải) gặp nhau tại Nhà Tự do Liên Triều.

Kim Jong-un đã đến Hàn Quốc để gặp gỡ Tổng thống Hoa Kỳ Donald Trump và Tổng thống Hàn Quốc Moon Jae-in vào ngày 30 tháng 6 năm 2019.